# 빈센트 스파노
빈센트 스파노(Vincent Spano, 1962년 10월 18일 ~ )는 미국의 텔레비전 배우, 영화배우, 영화 감독, 영화 프로듀서, 연극 배우이다.
브루클린에서 태어났다.

## 출연 작품
- 1993년: 얼라이브 (Alive) - 안토니오 발디 역
- 1993년: 추억의 타마크와 (Indian Summer) - 매튜 버먼 역
- 1995년: 악연의 사슬 (The Tie That Binds)
- 1996년: 다운드래프트 (DownDraft)